# سحابة ديم
سحابة ديم هي منصة حوسبة سحابية حكومية سعودية، أطلقتها الهيئة السعودية للبيانات والذكاء الاصطناعي ممثلة بمركز المعلومات الوطني في مارس 2020، وتعد السحابة الأكبر من نوعها في منطقة الشرق الأوسط.

## نبذة
تُعد «ديم» أحد الحلول التقنية والابتكارية لدعم التحوّل الرقمي، وفق رؤية السعودية 2030. وتوفر بنية تحتية متكاملة مبنية على أحدث التقنيات التي تضمن الأمان العالي للبيانات الحكومية، وتُسهم في خفض الإنفاق الحكومي على إدارة وحماية وتشغيل وصيانة البُنى التحتية، كما تهدف إلى توحيد مراكز البيانات في القطاعات الحكومية لدعم جهودها في زيادة كفاءة التشغيل لهذه المراكز.

## الخدمات
بلغ عدد مراكز البيانات الحكومية التي دمجت والتي استضيفت في السحابة الحكومية أكثر من 170 مراكز، كما طُوِّر أكثر من 32 خدمة سحابية مقدمة للجهات الحكومية؛ تهدف إلى تمكين الجهات الحكومية من إدارة أصولها التقنية بسلاسة ما يمكنها من القيام بأعمالها وتقديم خدماتها للمستفيدين.